# 다바오타이역
다바오타이역(중국어: 大葆台站)은 중화인민공화국 베이징시 펑타이구 화샹 가도의 바오타이로·펑바오로 교차로에 위치한 베이징 지하철 팡산선의 지하철역으로, 2010년 12월 30일에 팡산선 개통과 함께 개장하였다.
다바오타이역이 처음 개통하기 시작했을 당시에는 팡산선 도시 끝의 종착역이었는데, 이 역에는 다싱선 신궁역까지 가는 버스 린1로(临1路)가 있었고, 팡산선이 다른 노선과 환승이 안되는 문제로 인하여 이러한 문제를 해결하기 위해 가상 환승 시스템이 설치되었다. 2011년 12월 31일, 팡산선은 시내까지 한 정거장 연장되어 궈궁좡역에서 9호선 남부 구간으로 환승이 가능하게 되었다. 그러나 두 노선은 여전히 다른 노선으로 환승할 수 없었기 때문에 린1로 버스 노선은 취소되지 않았고, 9호선 북부 구간이 개통되고 전 구간이 개통되면서 2012년 12월 31일 이 역에서 린1로가 폐쇄되었다.

## 위치
역은 북동쪽에서 남서쪽으로 운행하는 베이징 세계공원의 남문 바깥쪽에 위치한다.

## 역 구조
다바오타이역은 반지하역으로 승강장은 지하에 있고 대합실은 지상에 위치한다. 이 역의 건설은 2009년 10월 30일에 시작되었으며, 주요 구조물은 2010년 1월 28일에 폐쇄되었다. 승강장 서쪽 끝에 횡단보도가 있다.

### 층별 구조
| 지면층 대합실 층 | 대합실                              | A—D출입문, 고객센터, 출입 게이트                                                       |
| 지하 1층 승강장  | 상대식 승강장, 오른쪽 출입문이 열림 | 상대식 승강장, 오른쪽 출입문이 열림                                                    |
| 지하 1층 승강장  | ←                                   | ■ 팡산선 일반 구간 열차 둥관터우난 방면 / 직통 열차 국가도서관 방면 (■ 9호선) (궈궁좡) |
| 지하 1층 승강장  | →                                   | ■ 팡산선 옌춘 동 방면 (다오톈)                                                         |
| 지하 1층 승강장  | 상대식 승강장, 오른쪽 출입문이 열림 |                                                                                        |

## 출입구
|                     |                         |           |      |  |
| 출구                | 지시                    | 출구 인근 | 사진 |  |
| 出口 · A            | 바오타이 북로(葆台北路) |           |      |  |
| 出口 · B            | 바오타이 북로(葆台北路) |           |      |  |
| 出口 · C            | 바오타이 북로(葆台北路) |           |      |  |
| 出口 · D            | 바오타이 북로(葆台北路) |           |      |  |
| 아이콘 설명: 경사로 |                         |           |      |  |